# Cephalota circumdata
Cephalota circumdata oder auch Taenidia circumdata ist ein Sandlaufkäfer der Gattung Cephalota und der Untergattung Taenidia. Durch sein Verhalten und sein Aussehen ist er sofort als Sandlaufkäfer zu erkennen, die Flügeldecken sind jedoch im Unterschied zu den meisten Sandlaufkäfern überwiegend hell gefärbt. Außerdem hat die Art eine interessante disjunkte Verbreitung. Sie kommt in fünf Unterarten mediterran, am Schwarzen Meer und in der Türkei vor.
| Abb. 1: Flügeldeckenzeichnung, struktureller Aufbau: rechte Flügeldecke teilweise koloriert blau umrissen:Humeralmakel, Humerallunula gelb umrandet: Mittelbinde grün umrissen:Apikalmakel, Apikallunula | |
| Abb. 2: Frontalansicht | Abb. 5: Kopf und Brust in Seitenansicht |
| Abb. 3: Unterseite | Abb. 6: Mundwerkzeuge, rechts teilweise koloriert Blau umrahmt: Lippentaster gelb umrahmt: vorderer Kiefertaster grün umrahmt: hinterer Kieferntaster, Spitze verdeckt |
| Abb. 4: Seitenansicht | Abb. 6: Mundwerkzeuge, rechts teilweise koloriert Blau umrahmt: Lippentaster gelb umrahmt: vorderer Kiefertaster grün umrahmt: hinterer Kieferntaster, Spitze verdeckt |

## Merkmale
Mit zwölf bis fünfzehn Millimetern Körperlänge gehört Cephalota circumdata zu den mittelgroßen Sandlaufkäfern.
Der Kopf fällt durch die stark hervortretenden Augen auf, die dem Tier ein weites Gesichtsfeld eröffnen. Die Mundwerkzeuge sind schräg nach vorne unten gerichtet. Die weiße Oberlippe ist auffallend groß und mit nur wenigen Haaren am Vorderrand versehen (Abb. 2). In der Mitte ihres Vorderrandes sitzt ein nach vorne gerichteter Zahn. Die Oberkiefer sind dunkel, an der Wurzel hell, spitz ausgezogen und auf der Innenseite mit drei scharfen Zähnen ausgestattet. Die elfgliedrigen Fühler sind vor den Augen über der Basis der Oberkiefer eingelenkt. Die ersten vier Glieder sind metallisch glänzend, die folgenden durch feine Behaarung matt erscheinend. Das erste Fühlerglied ist mit mehreren Borsten besetzt (Abb. 5). Außer den viergliedrigen Lippentastern (Abb. 6, rechts blau nachgezogen) und den ebenfalls viergliedrigen Kiefertastern (Abb. 6, rechts grün) ist die Außenlade des Unterkiefers noch zu einem zweigliedrigen Kiefertaster umgebildet (Abb. 6, rechts gelb). Alle Taster sind schmal und lang, gelb oder braungelb; ihr Endglied ist dunkler gefärbt, aber nicht metallisch grünblau. Die Wangen sind kahl (Abb. 5).
Die Vorderbrust ist seitlich mit anliegenden langen weißen Haaren dicht bewachsen (Abb. 5). Sie ist schmäler als der Kopf und Flügeldecken.
Die Grundfärbung der Flügeldecken ist wie Kopf und Halsschild kupfrig braun oder grünlich braun. Die weiße Flügeldeckenzeichnung besteht im Prinzip nur aus drei Flecken; dem Mondfleck an den Schultern (Humerallunula, Humeralmakel, Abb. 1 oben blau umrandet), einer Mittelbinde (Abb. 1, gelb) und einem mondförmigen Fleck am Hinterende der Flügeldecken (Apikalmakel, Abb. 2, grün). Diese Flecken sind jedoch so breit angelegt, dass sie entlang des Außenrandes der Flügeldecken verschmelzen, sodass die Deckflügel überwiegend weiß sind und nur im Bereich der Flügeldeckennaht die Grundfärbung erhalten bleibt. Der vordere Ast der Humeralmakel (Abb. 2 blau getönt) überragt nach innen die Hinterwinkel des Halsschildes, der Abstand der beiden Humeralmakel zueinander ist also schmäler als der Halsschild. Die hinteren Reste der Grundfärbung können wie das Symbol einer Krone auf den weißen Flügeldecken wirken. Bei manchen Unterarten kann der hintere Ast der Humerallunula stark reduziert und die Mittelbinde in Flecken aufgelöst sein.
Die Unterseite ist teilweise behaart (Abb. 3) und schillert metallisch grün bis blau. Von den sechs sichtbaren Hinterleibsabschnitten sind die ersten drei miteinander verwachsen. Die Beine sind sehr lang, ihre Ṭarsen sind fünfgliedrig. Die Schienen sind metallisch mit rötlicher Basis.
Die Unterarten unterscheiden sich in der Grundfärbung und Form der Flügeldecken sowie der Ausdehnung der Flügeldeckenzeichnung.

## Lebensweise
Die Käfer sind tagaktiv und kommen erst bei genügender Erwärmung der Umgebung aus ihren Verstecken. Sie sind scheu und bewegen sich mit großer Geschwindigkeit über den Boden. Bei der geringsten Störung fliegen sie auf. Auf dem häufig durch Versalzung weißen Untergrund sind sie ausgezeichnet getarnt.
Sie ernähren sich räuberisch und laufen während der warmen Tageszeit auf der Suche nach Beute umher. Wegen ihrer Schnelligkeit entkommt diese ihnen selten. Bei der Paarung halten die Männchen die Weibchen mit den Zangen zwischen Halsschild und Flügeldecken fest, worauf jene sich heftig wehren. Während solcher Momente werden beide häufig Beute von Kleinsäugern, Raubfliegen oder anderen Raubinsekten. Die Weibchen legen die Eier im Boden ab, wo sie bis zum Schlüpfen verbleiben. Die geschlüpften Larven graben eine Höhle mit vertikalem Zugang nach außen. In diesen können sich die Larven mit Hilfe von einem Paar Stützhaken auf dem fünften Hinterleibssegment mit großer Geschwindigkeit auf und ab bewegen. Der rundliche Kopf ist abgeknickt und groß genug, so dass er die Öffnung des Ganges verschließen kann. Erkennt die Larve eine Beute, verlässt sie blitzschnell den Höhleneingang und stürzt sich darauf. Sie packt die Beute mit den spitzen Mandibeln und zieht sich in die Höhle, auf deren Grund sie ihr Opfer verspeist.
Auf dem Höhlenboden erfolgt die Verpuppung. Aber auch als adulte Tiere ziehen sich die Tiere bei zu großer Hitze oder Kälte in selbst gegrabene Höhlen zurück.

## Verbreitung
Die Verbreitung der Art ist stark disjunkt. Die Art kommt hauptsächlich an der Mittelmeerküste vor, aber auch an Salzpfannen und -seen in der Türkei, bis zu 1000 m über N.N. Weiter besiedelt sie an den Westküsten des Schwarzen Meeres die Ufer von Brackwasserseen und Salinen und wird auch in Mittel- und Ostspanien gefunden. Die Fundorte befinden sich alle im Gebiet der ehemaligen Tethys. Vermutlich ist die Art an den flachen Ufern der Brackwasserseen im westlichen Teil des Sarmatischen Meeres, dem nördlichen Teilarm der Tethys, entstanden. Ihr Lebensraum sind sandige Buchten. Da diese gewöhnlich durch schroffe felsige Küstenabschnitte voneinander getrennt sind, wurde die Migrationsfähigkeit positiv selektioniert. Im Wechsel der Kalt- und Warmzeiten und der Gebirgsbildung wurden die Art in den heutigen Verbreitungsgebieten isoliert. C. c. leonschaeferi (Abb. 2, 3 und 4) findet sich im nordwestlichen Mittelmeerraum, C. c. imperialis in Spanien und Nordafrika, C. c. circumdata (Abb. 1, 5 und 6) im östlichen Mittelmeerraum und am Schwarzen Meer, C. c. capadocia nur in Zentral-Südwest-Anatolien, C. c. hattusae dagegen in Zentral-Nordost-Anatolien.